# Complexum gruveli
Complexum gruveli is een zacht koraal uit de familie Alcyoniidae. De wetenschappelijke naam werd in 1955 gepubliceerd door Tixier-Durivault. 